# Standbeeld van Paul Kruger

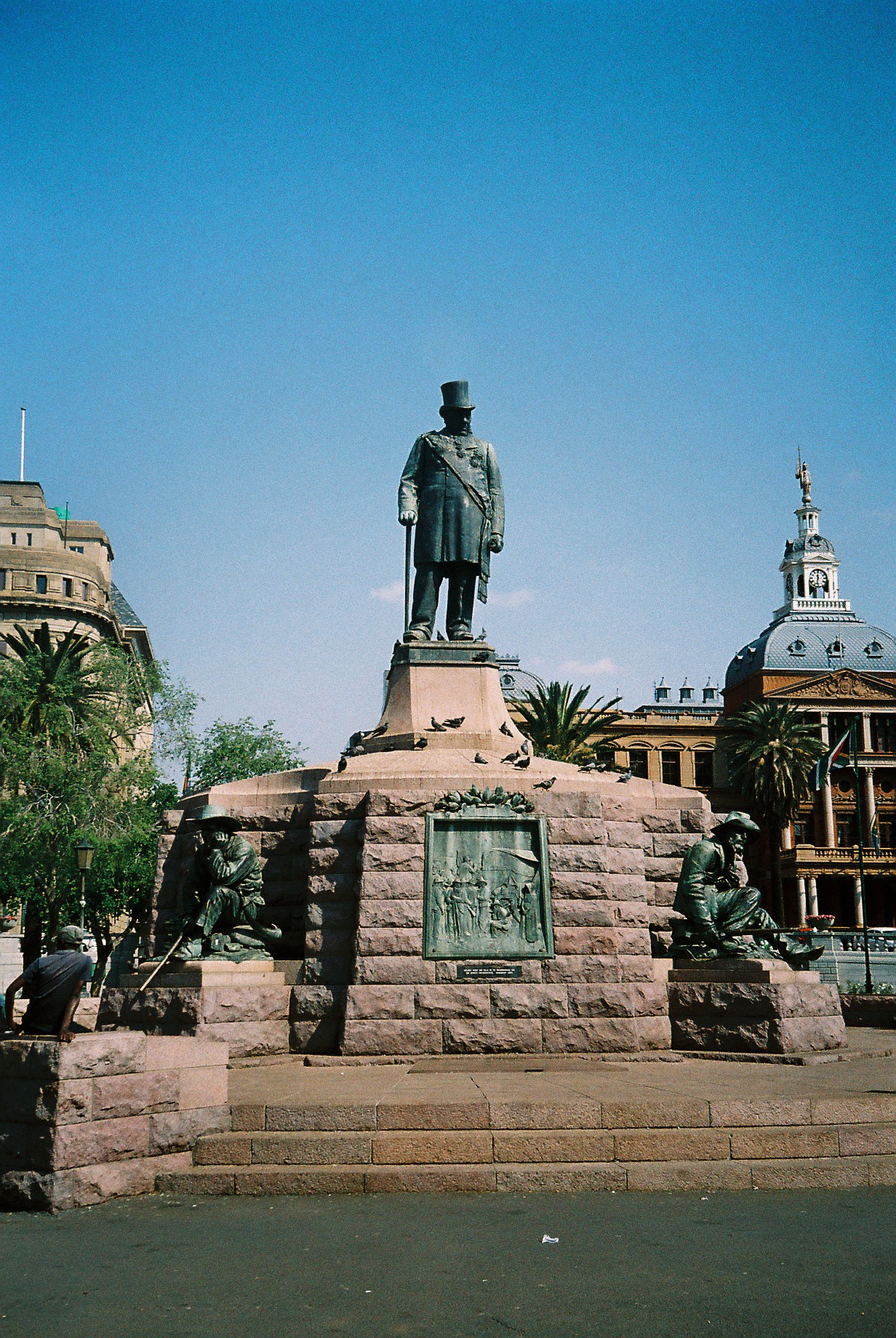
Standbeeld van Paul Kruger

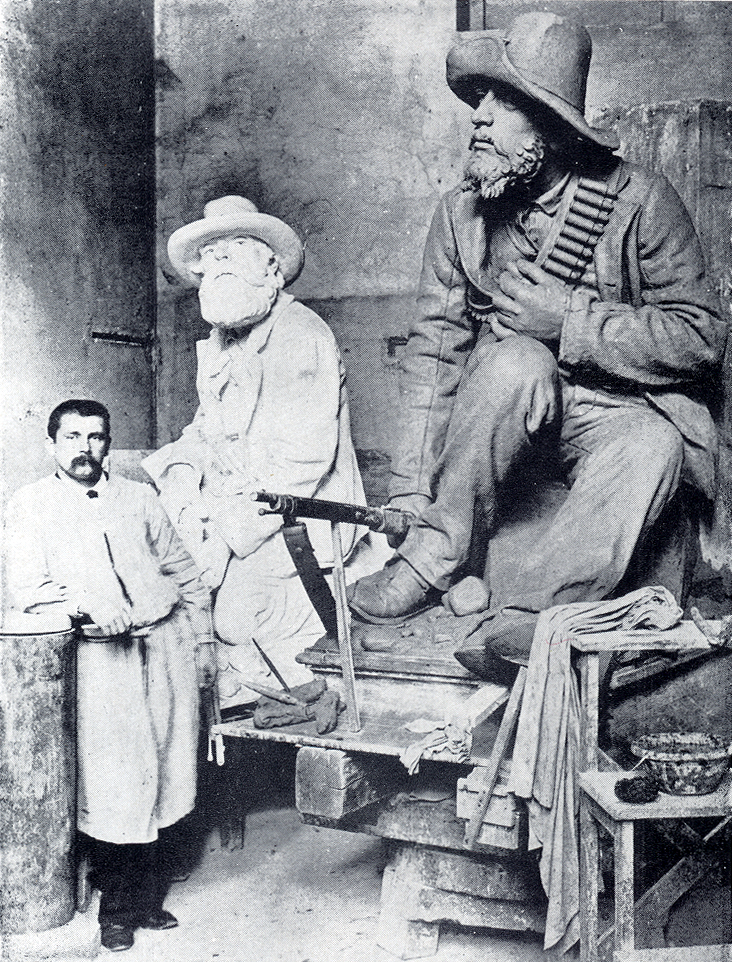
Van Wouw werkt aan twee hoekfiguren van het standbeeld

Het standbeeld van Paul Kruger, de beroemdste en laatste president van de Zuid-Afrikaansche Republiek, beter bekend als Transvaal, staat op het Kerkplein in Pretoria, Zuid-Afrika. 

## Het beeld
Het beeld is ontworpen door de Nederlandse beeldhouwer Anton van Wouw en werd in 1899 op het plein geplaatst. Paul Kruger staat met een strenge blik hoog op een sokkel en is omringd door vier "burgers/boeren" die de beschermers van de Boerenstaat Transvaal uitbeelden. De teksten op de zijpanelen zijn in het Nederlands en luiden:
"Met vertrouwen leggen wij"
"Onze zaak open voor"
"gehele wereld."
"Hetzij wij overwinnen"
"hetzij wij sterven."
"De vrijheid zal in Afrika"
"reizen als de zon"
"uit de morgenwolken."

## Beschadiging in 2015
In het kader van de actie Rhodes Must Fall werden in april 2015 in Zuid-Afrika diverse standbeelden uit de periode voor 1990 vernield of beschadigd. Van het standbeeld van Paul Kruger werd een van de vier hoekfiguren overgoten met groene verf.